# Yo sí quiero a mi país
«Yo sí quiero a mi país» es el tercer disco de estudio de la cantante argentina Soledad Pastorutti. Fue producido por el cubano Emilio Estefan y grabado íntegramente en su estudio Crescent Moon en la ciudad de Miami, Estados Unidos.
El álbum permite a Soledad llevar su música fronteras afuera de su país (Argentina). Teniendo éxito en Uruguay, Paraguay, Chile, Perú, México, Estados Unidos y España.

## Lista de canciones
1. «Yo sí quiero a mi país» 4:36 (Emilio Estefan-Angie Chirino)
2. «El bahiano» 3:44 (Angie Chirino)
3. «Cómo será» 3:00 (Kike Santander)
4. «Mi consejo» 3:35 (Roberto Blades)
5. «Luna mía» 3:31 (Emilio Estefan-Jorge Calandrelli-Elsa Calandrelli-Angie Chirino)
6. «Mi bien» 3:02 (Kike Santander)
7. «Amarraditos» 2:30 (Belisario Pérez-Margarita Durán)
8. «Corazón americano» 4:52 (Jorge Rojas-Miguel Nogales)
9. «Un amigo, una flor, una estrella» 2:15 (César Isella-Antonio Porchia)
10. «De la mano» 3:15 (Orlando Jiménez-Carlos Fernández Melo)
11. «El humahuaqueño» 3:05 (Edmundo Zaldivar) con Natalia Pastorutti
12. «Popurrí de candombes» 3:56 "De vuelta por el barrio" (Yabor)-"Candombe del seis de enero" (Yabor-Abel Montengio)-"Memoria azul" (Alfredo Tortorella-Yabor) con Natalia Pastorutti